# О, Мстители за Хусейна

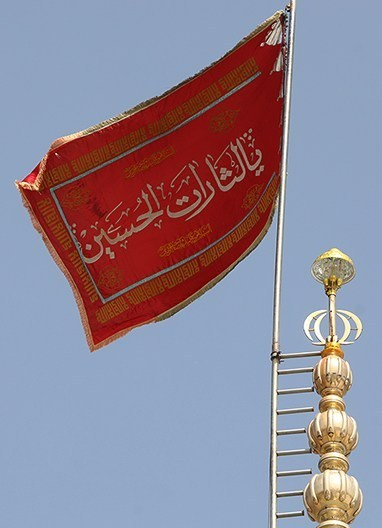
Флаг с надписью «О мстители за Хусейна» над мечетью Джамкаран после израильских ударов по Ирану в 2025 году

О, Мстители за Хусейна или Йа Ласарат аль-Хусейн (перс. ا لثارات الحسين‎) — сплошное красное полотнище, является одним из наиболее эмоционально заряженных и узнаваемых символов в шиитском исламе. Флаг поднимается для призыва отомстить за убитого, как знак того, что последуют ответные меры на совершенное насилие. Известен в контексте поминания мученичества имама Хусейна ибн Али, согласно теологической трактовке, между сторонниками внука пророка Мухаммеда Хусейном ибн Али и армией Язида I велось сражение (2 октября 680 года), в котором Хусейн был убит, а вместе с ним 70 его родственников и сторонников. Его значение глубоко укоренено в шиитской истории, теологии и культуре траура.

## История
Флаг напрямую ассоциируется с трагедией, когда внук пророка Мухаммада имам Хусейн, вместе с малым числом верных сподвижников и членов семьи, был убит войсками халифа Язида I у реки Евфрат. Это событие стало центральной травмой и точкой отсчета для шиитского самосознания.
Красный цвет флага является прямым и недвусмысленным символом пролитой крови имама Хусейна и его сподвижников. Он олицетворяет жертву, несправедливость, предательство и мученичество (шахадат). Согласно религиозным воззрениям это визуальное напоминание о жестокости, совершенной против семьи Пророка.
Надпись «Йа Ласарат аль-Хусейн» («О, Мстители за Хусейна!») — это эмоциональный призыв и требование справедливости. Она восходит к словам, которые, согласно шиитскому преданию, произнесла сестра имама Зайнаб бинт Али, или другие члены семьи после битвы, обращаясь как к небесам, так и к будущим поколениям. Согласно теологии, это не призыв к слепой мести, но к восстановлению божественной справедливости (аль-Адль) и наказанию угнетателей (залимов), что является ключевым элементом шиитской эсхатологии.

## Религиозное и ритуальное значение
Красный флаг, используемый в шиитской традиции, представляет собой многозначный символ, обладающий устойчивой ритуальной и идеологической значимостью. Он занимает центральное место в ритуалах месяца Мухаррам, особенно в дни Ашуры, когда вывешивается на улицах, в мечетях в составе религиозных процессий и театрализованных представлений. Его присутствие вызывает у верующих чувства скорби и служит напоминанием о жертве имама Хусейна, павшего в битве при Кербеле.
Ношение или размещение красного флага рассматривается как акт выражения преданности семье Пророка (Ахль аль-Байт) и в частности имаму Хусейну. Таким образом, флаг становится публичным символом веры и солидарности с его духовным и политическим наследием. Он также олицетворяет готовность верующих поддержать имама Махди — скрытого имама в иснаашаритском шиизме — в его ожидаемом возвращении с целью восстановления справедливости. Лозунг «Йа Ласарат аль-Хусейн», ассоциируемый с флагом, интерпретируется как обет мести за кровь Хусейна и борьбы против зла.
Кроме того, красный флаг функционирует как символ сопротивления угнетению. Исторически и в современном контексте он выражает решимость верующих следовать примеру имама Хусейна, который предпочёл мученическую смерть подчинению тирании. Таким образом, флаг служит выражением идеалов справедливости, жертвы и духовной стойкости.

## Использование

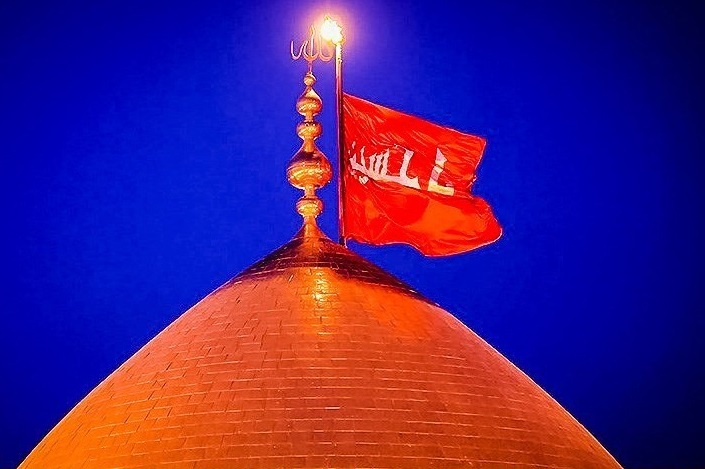
Флаг «Йа Хусейн», вывешенный на Святыне Имама Хусейна во время Ашура

Исторически и до настоящего времени красный флаг также рассматривается как символ сопротивления угнетению и тирании. Вдохновляясь примером имама Хусейна, он служит напоминанием о выборе мученичества ради правды и отказе от покорности деспотической власти. В этом значении он приобретает не только религиозное, но и политическое содержание.
С точки зрения внешнего вида, классическая форма флага — это сплошное ярко-красное полотнище с надписью арабской вязью «يا لثارات الحسين». Надпись может быть выполнена белым, чёрным или золотым цветом. Наряду с основной формой, существуют вариации: изображения капель крови, каллиграфические надписи имён Али или Хусейна, символы руки (панжа) или меча Зульфикара. Иногда добавляются элементы траура — чёрные ленты или окантовка. Помимо Мухаррама, флаг используется в другие памятные дни, на религиозных собраниях, у шиитских святынь, во время паломничеств, а также на митингах и протестных акциях, где он может выполнять функцию символа протеста и верности религиозным ценностям.
Прямых упоминаний красного флага с надписью «يا لثارات الحسين» в Коране или классических сборниках хадисов (таких как «аль-Кафи» или «Ман ла йахдуруху аль-факих») не зафиксировано. Его символика формировалась в рамках шиитской интерпретации событий Кербелы и богословского осмысления мученичества имама Хусейна.

## Современный Контекст
Красный флаг с надписью «يا لثارات الحسين» (О, Мстители за Хусейна) получил широкое распространение в шиитских религиозных и культурных практиках. Он является узнаваемым и повсеместным символом среди шиитов в различных странах, включая Иран, Ирак, Ливан, Бахрейн, Пакистан и другие регионы с шиитским населением. Независимо от местных традиций и политических условий, флаг сохраняет своё значение как выражение скорби, преданности и готовности к духовной борьбе.
Красный флаг был поднят, в частности, над мечетью Джамкаран после убийства Касема Сулеймани, «чтобы отомстить за [его] кровь», как заявил имам мечети Джамкаран Ясин Хосейн Абади. Он также был поднят с той же целью мести над этой же мечетью во время израильских ударов по Ирану в 2025 году, в первый день ответного удара по Израилю со стороны Ирана.